# Opera (yacht)
För andra betydelser, se Opera (olika betydelser).
Opera är en megayacht tillverkad av Lürssen i Bremen i Tyskland. Hon sjösattes i september 2022 och levererades i februari 2023 till sin ägare schejk Abdullah bin Zayed Al Nahyan, emiratisk kunglighet och utrikesminister.
Opera  designades både exteriört och interiört av Terence Disdale. Megayachten är 146,35 meter lång och har en kapacitet på 36 passagerare fördelat på 18 hytter. Den har en besättning på 50 besättningsmän samt minst en helikopter.
Megayachten kostade uppskattningsvis 450 miljoner amerikanska dollar att bygga.